# Викос-Аоос
Национальный парк Викос-Аоос (греч. Εθνικός Δρυμός Βίκου-Αώου) — национальный парк в горах Пинд, на северо-востоке греческого округа Эпир нома Янина. Парк основан в 1973 году и имеет площадь 126 км², включая в себя каньон Викос, ущелье Аооса, гору Тимфти (высочайший пик — Гамила, 2497 м) и несколько загорских деревень. К югу от парка расположен город Янина, к северо-востоку — города Кастория и Козани.

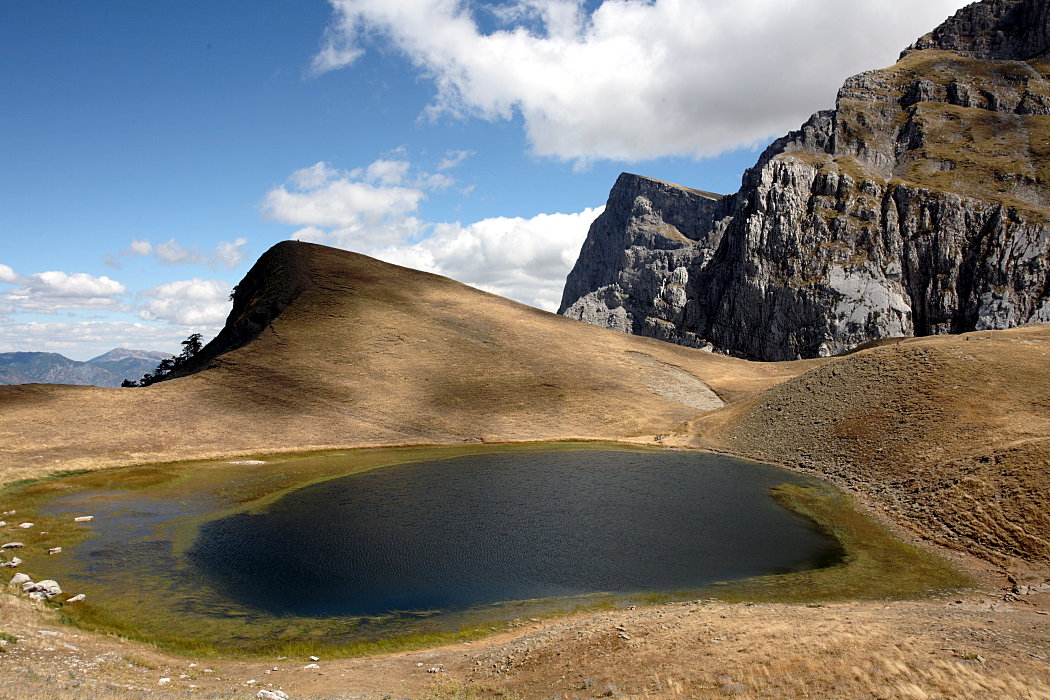
Драконье озеро и вершина Гамила

Ущелье Викос самое глубокое в мире, согласно Книге рекордов Гиннесса. Каньон, по дну которого протекает река Войдоматис, имеет длину 12 км и глубину 1 км. На севере национального парка у города Коница протекает река Аоос, которая затем под названием Вьоса течёт по территории Албании, впадая в Адриатическое море. Ещё один глубокий каньон, расположенный на Балканах — каньон реки Тара в Черногории.
На склонах Тимфри на высоте 2050 м лежит ледниковое Драконье озеро (греч. Δρακόλιμνη).

## Тимфи
Между каньоном Викос и ущельем Аоос водоразделом служит горная гряда Тимфи с высокими вершинами: Гамила 2497 м, Астрака 2436 м, Плоскос 2400 м и Лапатос 2251 г. С Тимфи открывается панорама многочисленных так называемых альпийских озёр с плодородными пастбищами, которые являются ареалом распространения целого ряда редких видов земноводных. Крупнейшее озеро в национальном парке — Драколимни, что в переводе с греческого означает Озеро дракона. Оно расположено на высоте около 2000 м на горе Тимфи, максимальная глубина озера — 4,95 м, а его поверхность покрывает 1 га.
Горный массив вблизи пика Астрака имеет много вертикальных пещер, особенно в районе сел Скамнели и Врадето. С древних времен пещеры были известны местным жителям, научное же исследование было осуществлено членами Бристольского опытно-спелеологического клуба в 1980-х годах. Большинство из этих пещер имеет имена, определенным образом связанные с древнегреческой мифологией, например: Отверстие Одиссея, Бездна эпоса и другие. Недавно пещеры повторно изучались греческим клубом спелеологов, а также группой французских спелеологов. Глубокие вертикальные пещеры национального парка — пещера Проватина глубиной 408 м и Эпос 451 г.

## Поселения

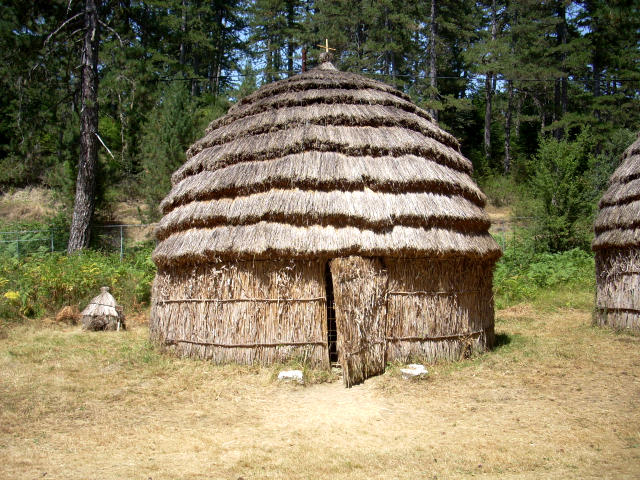
Тип поселения Загори

В районе Викос-Аоос существуют 13 малонаселенных пунктов с общей численностью населения 1 515 человек, относящихся к западной части горного региона Загори. Традиционные дома жителей сел имеют ядроподобную форму, при этом все дома в селе строились вокруг центральной площади, а между ними обустраивались каменистые дорожки. Сегодня архитектурное наследие Загори требует охраны со стороны греческого законодательства; все новые здания в Загори должны возводиться из местного камня и других местных традиционных материалов и в соответствии с местными особенностями архитектуры. Одной из характерных особенностей национального парка Викос-Аоос служит ряд каменных аркоподобных мостов над рекой Аоос, которые служили связью с «внешним миром», пока в 1950 году была построена дорога.

## Флора и фауна

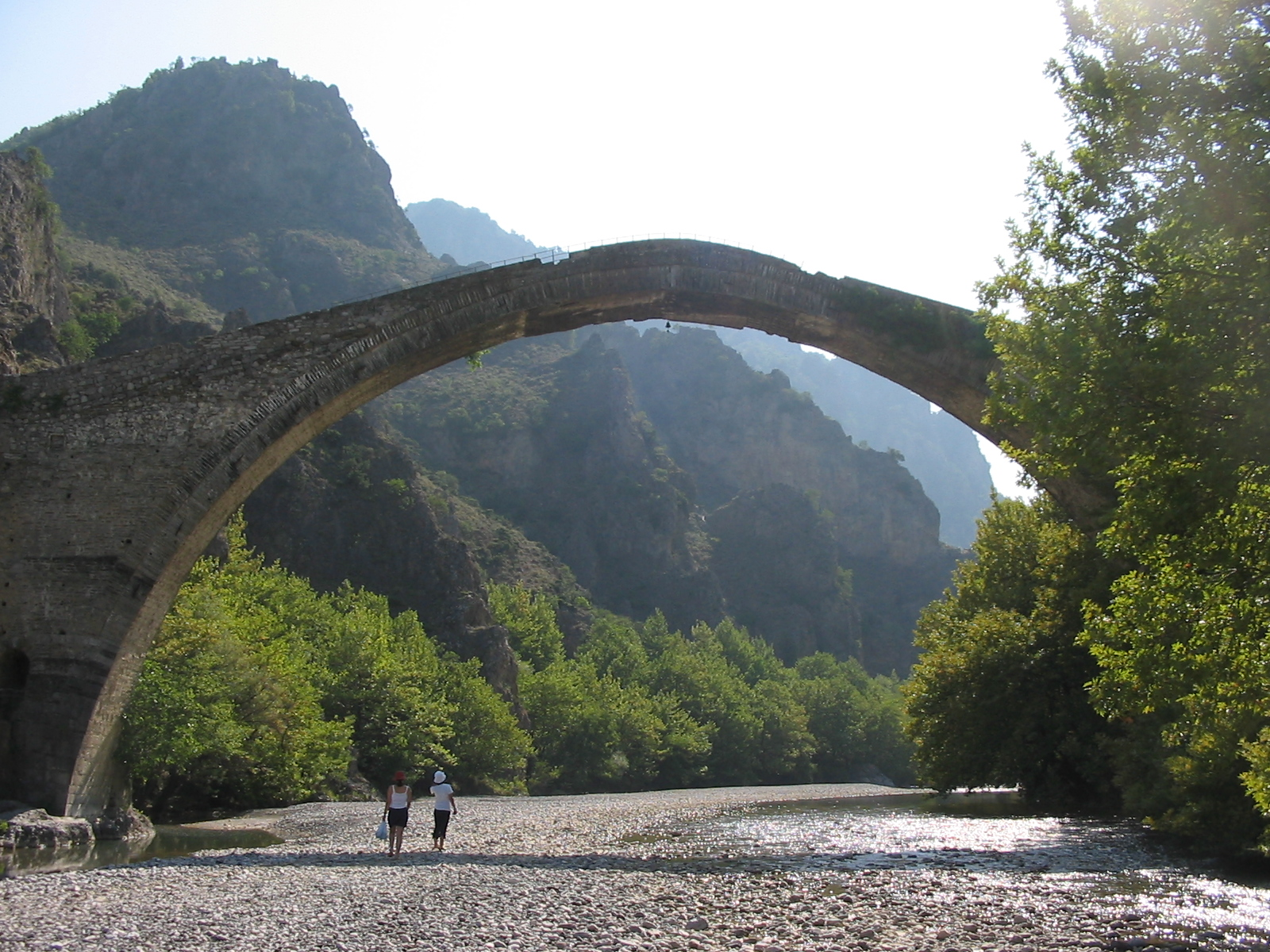
Старый мост в Конице через реку Аоос на границе национального парка

На территории национального парка Викос-Аоос произрастает около 1 700 видов растений, имеется много цветов, в том числе эндемичных. Леса состоят из дуба, бука, клёна, граба, ивы, липы и нескольких видов сосен и елей, в том числе редкой чёрной сосны.
Фауна парка включает 24 вида млекопитающих: европейские бурые медведи, евразийские волки, благородные олени, европейские косули, кабаны, обыкновенные рыси, лесные хорьки. Птицы представлены 133 видами, в том числе имеются различные хищники: орлы, обыкновенные стервятники и ястребы.